# Успенский сельсовет (Рыбинский район)
Успенский сельсовет — административно-территориальная единица и муниципальное образование со статусом сельского поселения в Рыбинском районе Красноярского края России.
Административный центр — село Успенка.

## История
Статус и границы сельского поселения установлены Законом Красноярского края от 18 февраля 2005 года № 13-3019 «Об установлении границ и наделении соответствующим статусом муниципального образования Рыбинский район и находящихся в его границах иных муниципальных образований»

## Население
| 2010 | 2012 | 2013 | 2014 | 2015 | 2016 | 2017 |
| ---- | ---- | ---- | ---- | ---- | ---- | ---- |
| 799  | ↘773 | ↗779 | ↘777 | ↗798 | ↗817 | ↗835 |

## Состав
В состав сельсовета (сельского поселения) входят 2 населённых пункта:
| № | Населённый пункт | Тип населённого пункта       | Население |
| - | ---------------- | ---------------------------- | --------- |
| 1 | Илиган           | посёлок                      | ↘0        |
| 2 | Успенка          | село, административный центр | 799       |

Упразднены
посёлок Сибиряк

## Местное самоуправление
Успенский сельский Совет депутатов
Дата избрания: 14.03.2010. Срок полномочий: 5 лет. Количество депутатов:  7
Глава муниципального образования
- Белясов Александр Николаевич. Дата избрания: 14.03.2010. Срок полномочий: 5 лет